# 村野一
村野 一（むらの はじめ、1962年7月19日 - ）は、日本の実業家。ソニーハンガリー社長、リコー顧問、デアゴスティーニ・ジャパン社長兼アジア代表、シック・ジャパン社長を経て、オリオンビール社長兼CEO。

## 人物・経歴
東京都生まれ。小学校では野球、中学校ではバスケットボールやサッカーに打ち込み、高校ではテニス部を設立した。父が起業した冷凍冷蔵庫販売業が事業がオイルショックで頓挫したことから、大学受験では国立大学に絞って横浜国立大学に進学し、テニスサークルを設立して会長を務めた。サークルの2年後輩にB'zの稲葉浩志がいた。
1985年横浜国立大学経済学部卒業、ソニー入社（海外営業本部）。シンガポール、ドイツなどで勤務し、1991年ソニーユーゴスラビア駐在員事務所代表。1994年ソニーハンガリーを設立し、社長に就任。2001年ソニー グローバルマーケティング・シニアマーケティングストラテジスト。2003年ソニーメキシコ社長。2007年ソニー リテール&マーケティングコミュニケーション部長。2009年ソニー グローバルセールス&マーケティングトランスフォメ―ション部門長。
2012年からリコー顧問、リコーイメージングチーフセールス&マーケティングオフィサー。2014年リコーイメージング常務執行役員。カメラ部門を担当し、2015年からデアゴスティーニ・ジャパン代表取締役社長兼アジア代表。2018年シック・ジャパン代表取締役社長。2021年からオリオンビール代表取締役社長兼執行役員社長CEO。